# Еберштедт
Еберштедт (нім. Eberstedt) — громада в Німеччині, розташована в землі Тюрингія. Входить до складу району Ваймарер-Ланд.
Площа — 4,13 км2. Населення становить 216 ос. (станом на 31 грудня 2021).